# فولکر پرشتل
فولکر پرشتل (انگلیسی: Volker Prechtel؛ ۹ اوت ۱۹۴۱ – ۷ اوت ۱۹۹۷) یک هنرپیشه اهل آلمان بود.
از فیلم‌ها یا برنامه‌های تلویزیونی که وی در آن نقش داشته است می‌توان به نام گل سرخ، مارکیز او، معمای کاسپار هاوزر، قلب شیشه‌ای، ویتسک، فریاد سنگ اشاره کرد.